# Вампири 2: Мртви
Вампири 2: Мртви (енгл. Vampires: Los Muertos) амерички је нео-вестерн хорор филм из 2002. године, режисера Томија Лија Воласа, са Џоном Боном Џовијем, Кристијаном де ла Фуентеом, Наташом Грегсон Вагнер, Арли Ховер, Даријусом Макраријем и Дијегом Луном у главним улогама. Представља наставак филма Вампири (1998) редитеља Џона Карпентера, који је учествовао и у стварању овог филма као извршни продуцент. Радња прати нове ликове и готово да нема никакве везе са претходним делом.
Филм је сниман у Морелосу, Мексико. Дистрибуиран је директно на видео 25. септембра 2002. године, иако је имао биоскопско приказивање у Мексику и Јапану, где је први део остварио велики комерцијални успех. У ове две државе филм је зарадио 429.189 америчких долара. Добио је претежно негативне оцене критичара и на сајту Ротен томејтоуз оцењен је са 20%. Критичар Дејвид Нусејр дао му је оцену 2,5/4 уз коментар да је забавнији него што би требало да буде. Вампири 2 су били номиновани за Награду Сатурн за најбоље ДВД издање.
Године 2005. снимљен је нови наставак под насловом Вампири 3: Преображење.

## Радња
Ловац на вампире и свештеник покушавају да зауставе групу вампира који трагају за легендарним Крстом из Безјеа, који су вампири из претходног дела неуспешно покушали да искористе како би могли да излази и по дану.

## Улоге
| Глумац                 | Улога        |
| ---------------------- | ------------ |
| Џон Бон Џови           | Дерек Блис   |
| Кристијан де ла Фуенте | отац Родриго |
| Наташа Грегсон Вагнер  | Зои          |
| Арли Ховер             | Уна          |
| Даријус Макрари        | Реј Колинс   |
| Дијего Луна            | Санчо        |
| Џералдин Зинар         | Месера       |